# Because the Night
Because the Night è una canzone della cantante statunitense Patti Smith, pubblicata come singolo e inclusa nell'album Easter  nel 1978.

## Descrizione
La canzone originale fu composta e registrata da Bruce Springsteen durante le sessioni del suo album Darkness on the Edge of Town. Il gruppo di Patti Smith stava lavorando su Easter nello studio di fianco a quello di Springsteen. Quando il cantante si rese conto che "Because the Night" non avrebbe trovato posto nel suo album, pensò di passarlo alla collega, che cambiò la prospettiva del testo rendendolo adatto a una donna. La canzone inserita in Easter fu il primo singolo a essere estratto dall'album. Springsteen ha spesso eseguito il brano durante i concerti, usando il suo testo originale senza le modifiche di Patti Smith, ma ne ha pubblicato l'incisione originale solo nel 2010 nell'album The Promise.
La canzone riscosse un notevole successo, riuscendo a salire fino alla posizione numero 13 della Billboard Hot 100, e favorendo le vendite dell'album Easter. La canzone è considerata una delle più famose della Smith che l'ha dedicata al marito Fred Smith.
Nel 1987 Because the Night è stato posizionato alla posizione numero 116 della classifica "I migliori 150 singoli di tutti i tempi" di NME.

## Tracce
1. Because the Night – 3:32

## Classifiche
| Classifica (1978) | Massima posizione |
| ----------------- | ----------------- |
| Austria           | 21                |
| Belgio (Fiandre)  | 28                |
| Canada            | 13                |
| Francia           | 173               |
| Irlanda           | 16                |
| Paesi Bassi       | 47                |
| Regno Unito       | 5                 |
| Stati Uniti       | 13                |
| Svezia            | 9                 |

## Nella cultura di massa
- Dal 1988 al 2017 il brano è stato sigla del programma televisivo di Rai 3 Fuori orario. Cose (mai) viste. Nella sigla la prima parte della canzone accompagna la sequenza onirico-surreale tratta dal film L'Atalante, in cui Jean si tuffa nel fiume e "vede" Juliette vestita da sposa.

## Cover

### Cover dei CO.RO.
Nel 1992 il gruppo eurohouse CO.RO. ha realizzato una cover di Because the night, interpretata dalla cantante Taleesa.

### Cover dei 10,000 Maniacs
Nel 1993 il gruppo musicale 10,000 Maniacs ha pubblicato come singolo una propria versione alternative rock di Because the night, inclusa anche nell'album live MTV Unplugged. Questa versione ha ricevuto una certa popolarità, riuscendo ad arrivare fino alla undicesima posizione della Billboard Hot 100.

### Cover dei Cascada
Una cover piuttosto nota è quella realizzata dai Cascada nel 2008.

### Altre cover
- Nel 1979 nell'album Anna Oxa della cantante italiana Anna Oxa, viene pubblicata "Notti per due (Because the night)", versione di Because the night, con testo in italiano di Amerigo Paolo Cassella.
- Nel 1986 i Keel pubblicarono la propria versione di Because the Night, in stile hard rock, sia come singolo[16][17] sia all'interno dell'album "The Final Frontier"[18].
- Nel 1998 Mike Batt & The Royal Philharmonic Orchestra pubblicarono l'album "Philharmania - Vol. 1" contenente il brano "Because the night" interpretato da Kim Wilde[19].
- Nel 2000 il gruppo rock spagnolo Tahúres zurdos ha pubblicato una cover di Because the night  intitolata La noche es... e cantata in spagnolo da Aurora Beltrán, cantante della band. Il ritornello mantiene una parte del testo originale in inglese di Because the night, la traduzione in spagnolo non è letterale ma abbastanza vicina al pezzo originale. Il brano è uscito come singolo ed è anche stato incluso nell'album El tiempo de la luz (2000, SONY).
- Nel 2002 Jan Wayne fece una sua reinterpretazione del brano.
- Nel 2008 la cantautrice scozzese KT Tunstall la canta per l'album benefico Rhythms del Mundo Classics.